# Zee-Alpen (gebergte)

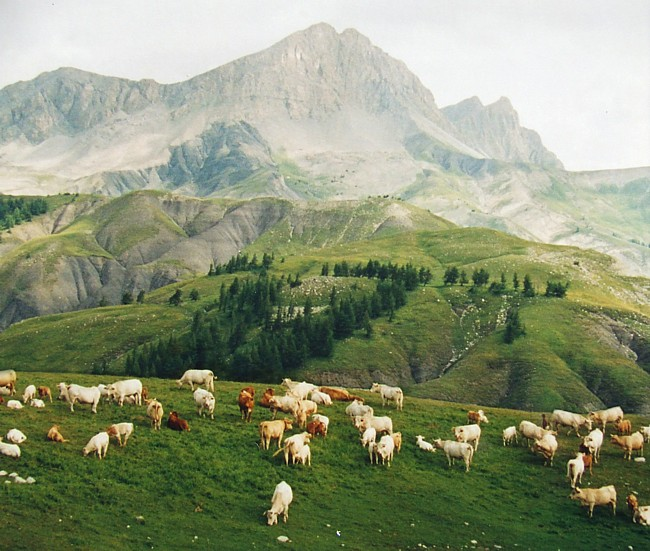
Col des Champs

De Zee-Alpen (Frans: Alpes Maritimes, Italiaans: Alpi Marittime), of de Maritieme Alpen, is een gebergte in het westen van de Alpen in het grensgebied tussen Italië en Frankrijk.
De Tendapas vormt in het zuiden de grens met de Ligurische Alpen, de Maddalenapas scheidt het gebergte van de Cottische Alpen. De belangrijkste rivieren zijn de Roia, Var en Verdon aan de Franse zijde en de Stura di Demonte en Tanaro aan de Italiaanse kant.
In het gebied liggen het Franse nationale park Mercantour en het Italiaanse regionale natuurpark Alpi Marittime waarin de hoogste berg van de Zee-Alpen ligt: de Cima dell'Argentera (3297 meter)
Naar dit gebergte is het Franse departement Alpes-Maritimes genoemd.

## Bergtoppen
- Monte Argentera 3297 m
- Cima del Gelas 3135 m
- Monte Matto 3087 m
- Mont Pelat 3053 m
- Mont Clapier 3046 m
- Mont Tinibras 3032 m
- Mont Enchastraye 2955 m
- Monte Bego 2873 m
- Mont Monnier 2818 m
- Rocca dell' Abisso 2755 m

## Berijdbare bergpassen
| Naam                  | Hoogte | Van                     | Naar         | Wegdek                    |
| --------------------- | ------ | ----------------------- | ------------ | ------------------------- |
| Col de Restefond      | 2680 m | Barcelonnette           | Isola        | asfalt                    |
| Lombardapas           | 2351   | Vinadio                 | Isola        | asfalt                    |
| Col de la Cayolle     | 2337   | Barcelonnette           | Entraunes    | asfalt                    |
| Col d'Allos           | 2247   | Barcelonnette           | Allos        | asfalt                    |
| Via del Sale          | 2111   | Tendapas                | Briga Alta   | steenslag                 |
| Col des Champs        | 2084   | Colmars                 | Saint-Martin | asfalt                    |
| Colle della Maddalena | 1996   | Argentera (Valle Stura) | Larche (F)   | asfalt                    |
| Tendapas              | 1871   | Limone Piemonte         | Tende        | asfalt (zijde van Limone) |